# Pablo Gago Montilla
Pablo Antonio Gago Montilla (Lleó (Castella i Lleó), 27 d'octubre de 1926 - 9 de novembre de 2016) va ser un pintor i artista lleonès, conegut per ser un dels precursors de l'art abstracte a Espanya i haver guanyat un Goya al millor disseny de vestuari.
Va passar la seva adolescència a Madrid, on va estudiar arquitectura, cinema i teatre, i es va fer amic de Carlos Saura, Antonio Saura i Miguel Narros. Allí es va aproximar a la "pintura bruta" de Jean Dubuffet i el 1946 va exposar a París, gràcies a la qual cosa va aconseguir una beca de l'Institut Francès de Belles Arts. Allí va estudiar amb el cubista André Lhote, Picasso, Miró, Dalí i Tàpies i s'aproximà al grup Space. També va estudiar enginyeria (carrera que mai va acabar) i va treballar un temps com oficinista i estibador al port de Gijón.
El 1953 va participar en l'Exposició d'Art Fantàstic de Madrid. Els seus quadres destaquen per la bidimensionalitat i el trencament del mur cromàtic. Gràcies a la influència de Paco Ignacio Taibo I va treballar en l'escenografia de diverses obres de teatre a Astúries.
En la dècada del 1960 s'estableix a Mèxic, on la seva obra s'aproxima a l'expressionisme cromàtic de Mark Rothko. Allí fou professor al Columbia College Panamericano. El 1977 va tornar a Espanya i va donar classes, entre altres lloc, a l'Escola Oficial de Cinematografia. Després va treballar com a figurinista a diverses sèries i programes de TVE com Paisaje con figuras (1984) i Si lo sé no vengo (1985-1988). El 1996 va guanyar el Goya al millor disseny de vestuari pel seu treball a la pel·lícula La leyenda de Balthasar el castrado.